# Ploegsteert
Ploegsteert is een dorp in de Belgische provincie Henegouwen en een deelgemeente van de Waalse stad Komen-Waasten. Ploegsteert is een landelijk dorp, in het uiterste westen van de gemeente, op de weg van Mesen naar Armentières in Frankrijk.
Ongeveer twee kilometer ten zuiden van de dorpskern ligt het gehucht Le Bizet. Dit ligt tegen de Franse grens aan en maakt deel uit van de stedelijke bebouwing van de Franse stad Armentiers.

## Geschiedenis
De eerste vermelding van het dorp is te vinden in 1596 als Plocsteert.
In 1850 werd Ploegsteert een zelfstandige gemeente die zich afsplitste van die van Waasten, nadat de parochie zich in 1802 al had afgesplitst. De bewoners vroegen om een zelfstandige gemeente te worden omwille van de afstand tot Waasten en de slechte staat van de wegen tussen beide plaatsen. Een eerste officiële verzoek werd in 1837 aan de Koning gericht. De wet van 9 januari 1850 (Staatsblad van 19 januari 1950) creëerde de nieuwe gemeente.
Bij het vastleggen van de taalgrens in 1963 werd Ploegsteert ingedeeld als Franstalig met taalfaciliteiten voor de Nederlandstalige minderheid, als gevolg hiervan werd de toen nog zelfstandige gemeente van de provincie West-Vlaanderen overgeheveld naar Henegouwen. In 1977 ging Ploegsteert op in de fusiegemeente Komen-Waasten.

## Demografische ontwikkeling
- Bronnen:NIS, Opm:1831 tot en met 1970=volkstellingen, 1976= inwoneraantal op 31 december
- 1920: Terugval van de bevolking als gevolg van Wereldoorlog I

## Resultaten van de talentelling in Ploegsteert
Ploegsteert ontstond pas in 1850 als onafhankelijke gemeente, en maakte voordien deel uit van de gemeente Waasten. Derhalve zijn er geen aparte cijfers beschikbaar voor de talentelling van 1846.
Gekende talen
|      | Aantal   | Aantal  | Aantal   | Aantal  | Aantal   | Aantal  | Aantal       | Aantal       | Aandeel  | Aandeel | Aandeel  | Aandeel | Aandeel  | Aandeel | Aandeel      |
| Jaar | enkel nl | fr & nl | enkel fr | de & fr | enkel de | de & nl | de & fr & nl | enkel andere | enkel nl | fr & nl | enkel fr | de & fr | enkel de | de & nl | de & fr & nl |
| ---- | -------- | ------- | -------- | ------- | -------- | ------- | ------------ | ------------ | -------- | ------- | -------- | ------- | -------- | ------- | ------------ |
| 1846 |          |         |          |         |          |         |              |              | %        |         | %        |         | %        |         |              |
| 1866 | 138      | 282     | 1.831    | 0       | 0        | 0       | 0            | 0            | 6,1%     | 12,5%   | 81,3%    | 0,0%    | 0,0%     | 0,0%    | 0,0%         |
| 1880 | 99       | 480     | 1.917    | 1       | 0        | 0       | 0            | 0            | 4,0%     | 19,2%   | 76,8%    | 0,0%    | 0,0%     | 0,0%    | 0,0%         |
| 1890 | 96       | 1.276   | 2.093    | 1       | 0        | 0       | 0            | 0            | 2,8%     | 36,8%   | 60,4%    | 0,0%    | 0,0%     | 0,0%    | 0,0%         |
| 1900 | 49       | 1.389   | 2.800    | 1       | 0        | 0       | 0            | 250          | 1,2%     | 32,8%   | 66,1%    | 0,0%    | 0,0%     | 0,0%    | 0,0%         |
| 1910 | 130      | 1.736   | 2.991    | 1       | 0        | 0       | 0            | 344          | 2,7%     | 35,7%   | 61,6%    | 0,0%    | 0,0%     | 0,0%    | 0,0%         |
| 1920 | 375      | 544     | 1.717    | 0       | 0        | 0       | 1            | 95           | 14,2%    | 20,6%   | 65,1%    | 0,0%    | 0,0%     | 0,0%    | 0,0%         |
| 1930 | 445      | 1.498   | 2.954    | 0       | 0        | 1       | 2            | 198          | 9,1%     | 30,6%   | 60,3%    | 0,0%    | 0,0%     | 0,0%    | 0,0%         |
| 1947 | 270      | 1.554   | 2.783    | 6       | 0        | 1       | 28           | 194          | 5,8%     | 33,5%   | 60,0%    | 0,1%    | 0,0%     | 0,0%    | 0,6%         |

Taal die meestal of uitsluitend gesproken wordt.
|      | Aantal | Aantal | Aantal | Aandeel | Aandeel | Aandeel |
| Jaar | nl     | fr     | de     | nl      | fr      | de      |
| ---- | ------ | ------ | ------ | ------- | ------- | ------- |
| 1910 | 323    | 4.535  | 0      | 6,6%    | 93,4%   | 0,0%    |
| 1920 | 515    | 2.122  | 0      | 19,5%   | 80,5%   | 0,0%    |
| 1930 | 1.124  | 3.765  | 0      | 23,0%   | 77,0%   | 0,0%    |
| 1947 | 849    | 3.764  | 0      | 18,4%   | 81,6%   | 0,0%    |

## Bezienswaardigheden
- De neogotische Sint-Petrus-en-Pauluskerk  werd in 1925 heropgebouwd, nadat ze tijdens de Eerste Wereldoorlog was vernield.
- Meubelmakerijmuseum
- Ploegsteert telt net als de omliggende dorpen een groot aantal Britse militaire begraafplaatsen met gesneuvelden uit de Eerste Wereldoorlog:
  - Hyde Park Corner (Royal Berks) Cemetery telt meer dan 80 graven, de uitbreiding Berks Cemetery Extension aan de overkant van de weg meer dan 800. Op de begraafplaats staat het Ploegsteert Memorial, ter nagedachtenis van meer dan 11.000 gesneuvelde Britse soldaten die geen bekend graf hebben in de wijde omgeving. De meeste van deze soldaten stierven bij kleinschalige opdrachten of tijdens de langdurige loopgravenoorlog, en niet bij grote militaire operaties zoals veel gesneuvelden rond Ieper in het noorden en Loos in het zuiden.
  - Strand Military Cemetery, met een 800-tal gesneuvelden
  - London Rifle Brigade Cemetery, met meer dan 300 gesneuvelden
  - Gunners Farm Military Cemetery, met meer dan 170 gesneuvelden
  - Calvaire (Essex) Military Cemetery, met meer dan 200 gesneuvelden
  - St. Quentin Cabaret Military Cemetery, in het uiterste noordwesten van Ploegsteert op de grens met Wulvergem en Nieuwkerke, met meer dan 400 gesneuvelden
  - Tancrez Farm Cemetery, met meer dan 300 gesneuvelden
  - Motor Car Corner Cemetery, met meer dan 120 gesneuvelden
  - Lancashire Cottage Cemetery, op de grens met Waasten, met ruim 260 gesneuvelden
  - Underhill Farm Cemetery, met meer dan 180 gesneuvelden
  - La Plus Douve Farm Cemetery, met meer dan 340 gesneuvelden, en het nabijgelegen Ration Farm (La Plus Douve) Annexe met ongeveer 200 gesneuvelden
  - Op het kerkhof van Ploegsteert ligt een perk met 9 Britse gesneuvelden uit de Eerste Wereldoorlog. Bij de CWGC staan ze geregistreerd onder Ploegsteert Churchyard[2]
  - Ook in het Ploegsteertbos (Frans: Bois de Ploegsteert), weliswaar op het grondgebied van Waasten, liggen een 500-tal gesneuvelden in een aantal begraafplaatsen, onder meer in het Ploegsteert Wood Military Cemetery.
- Plugstreet 14-18, museum over de Eerste Wereldoorlog.

## Afbeeldingen

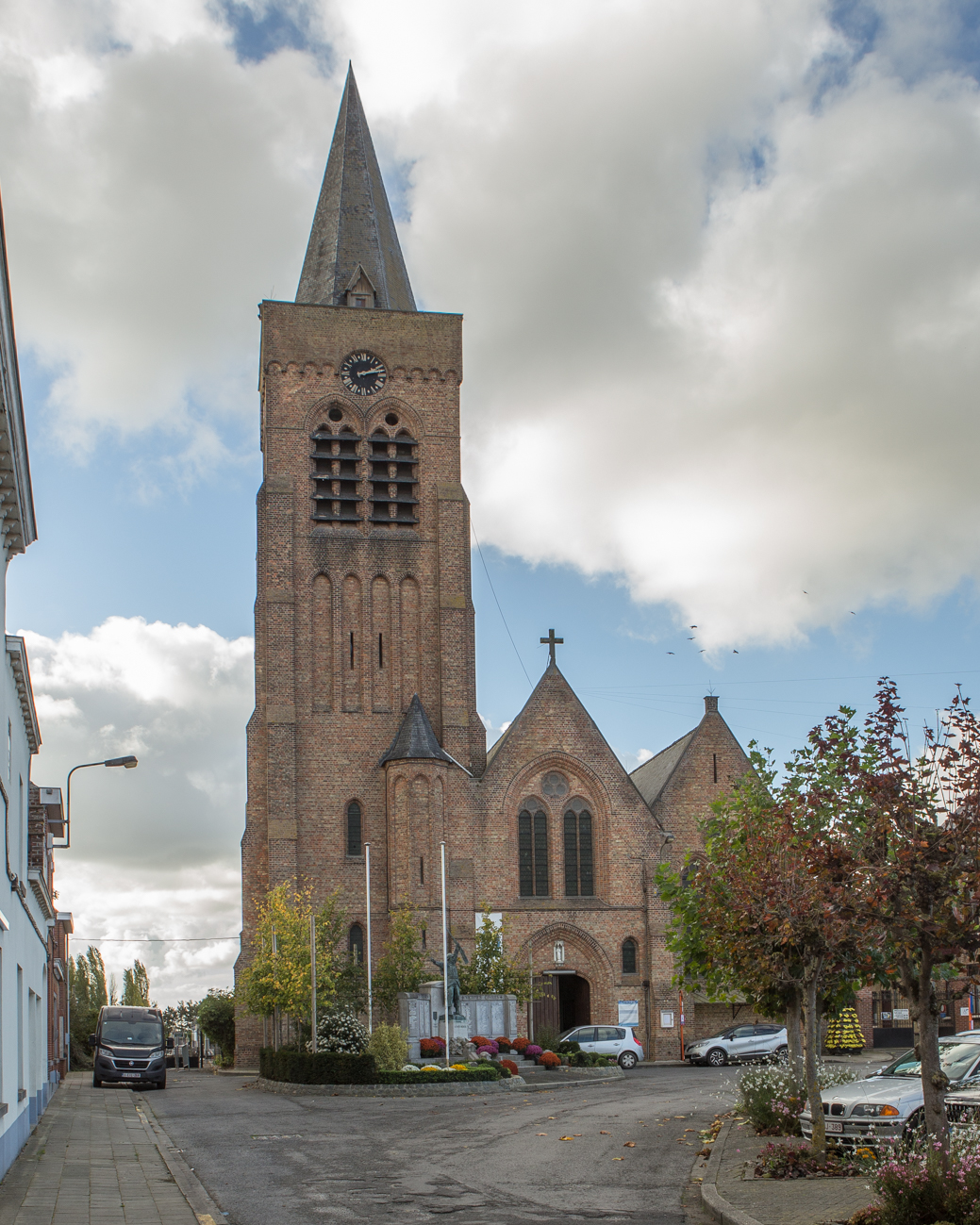
Sint-Petrus-en-Pauluskerk
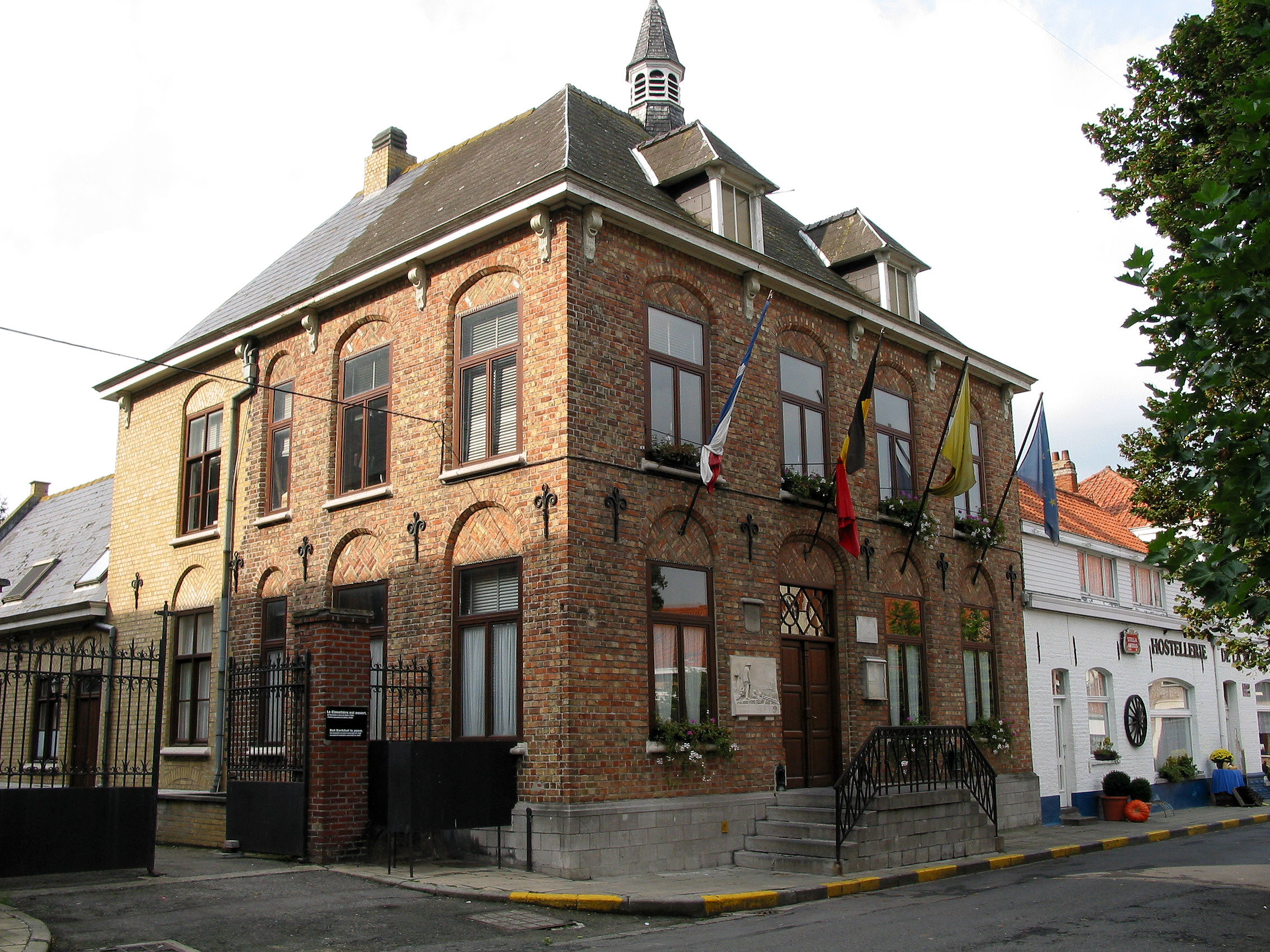
Oud gemeentehuis
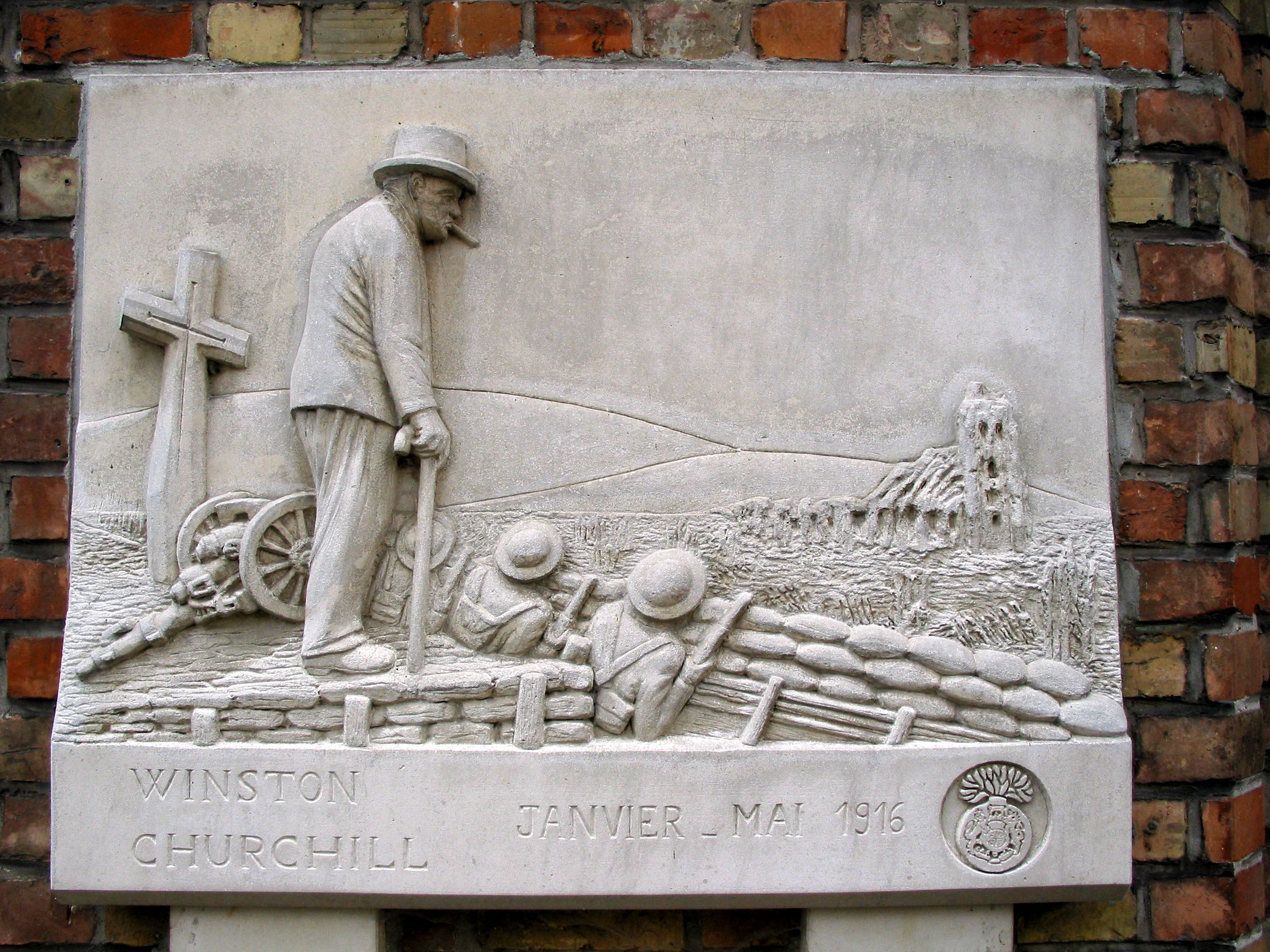
Gedenksteen W. Churchill
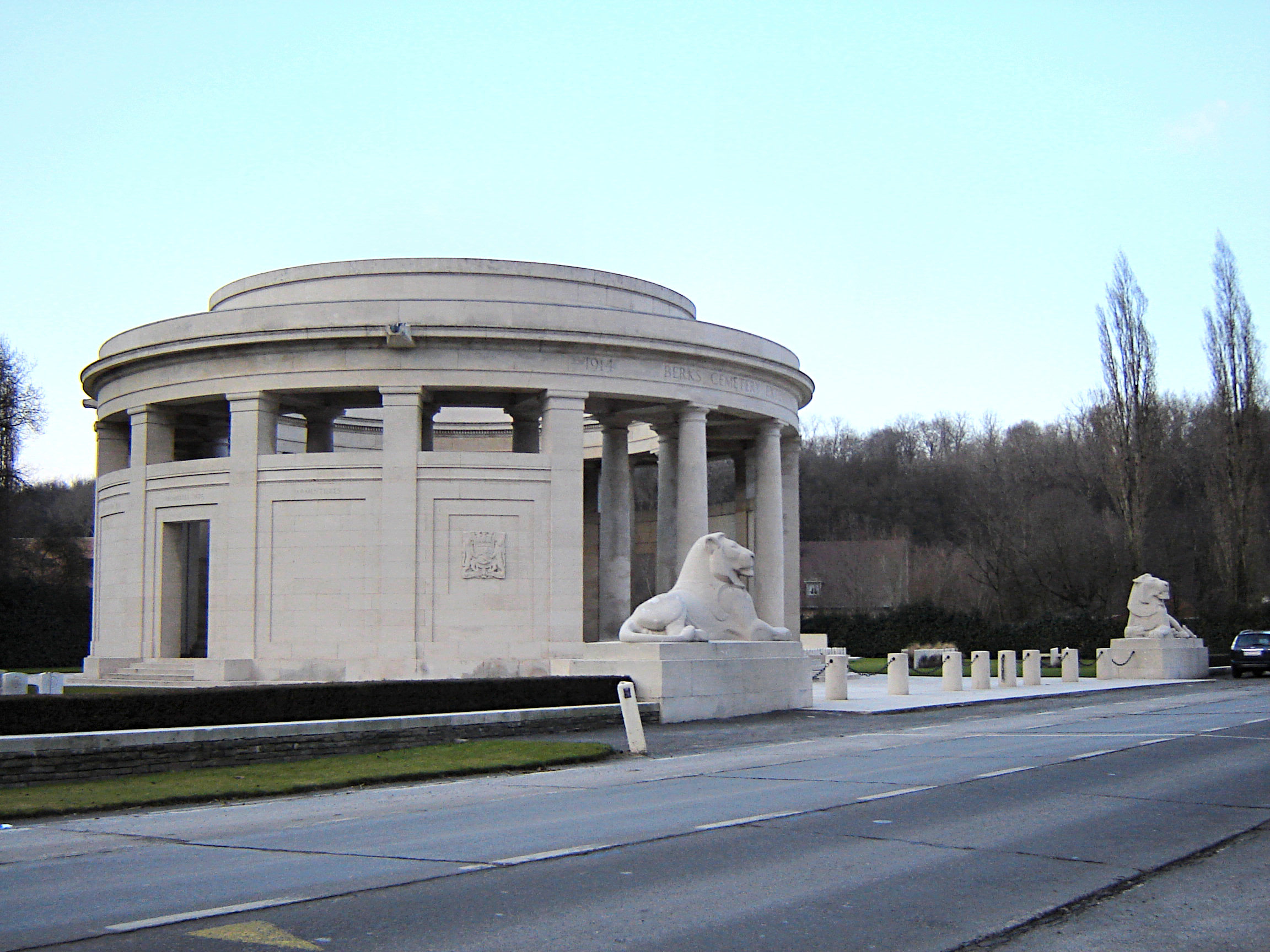
Ploegsteert Memorial
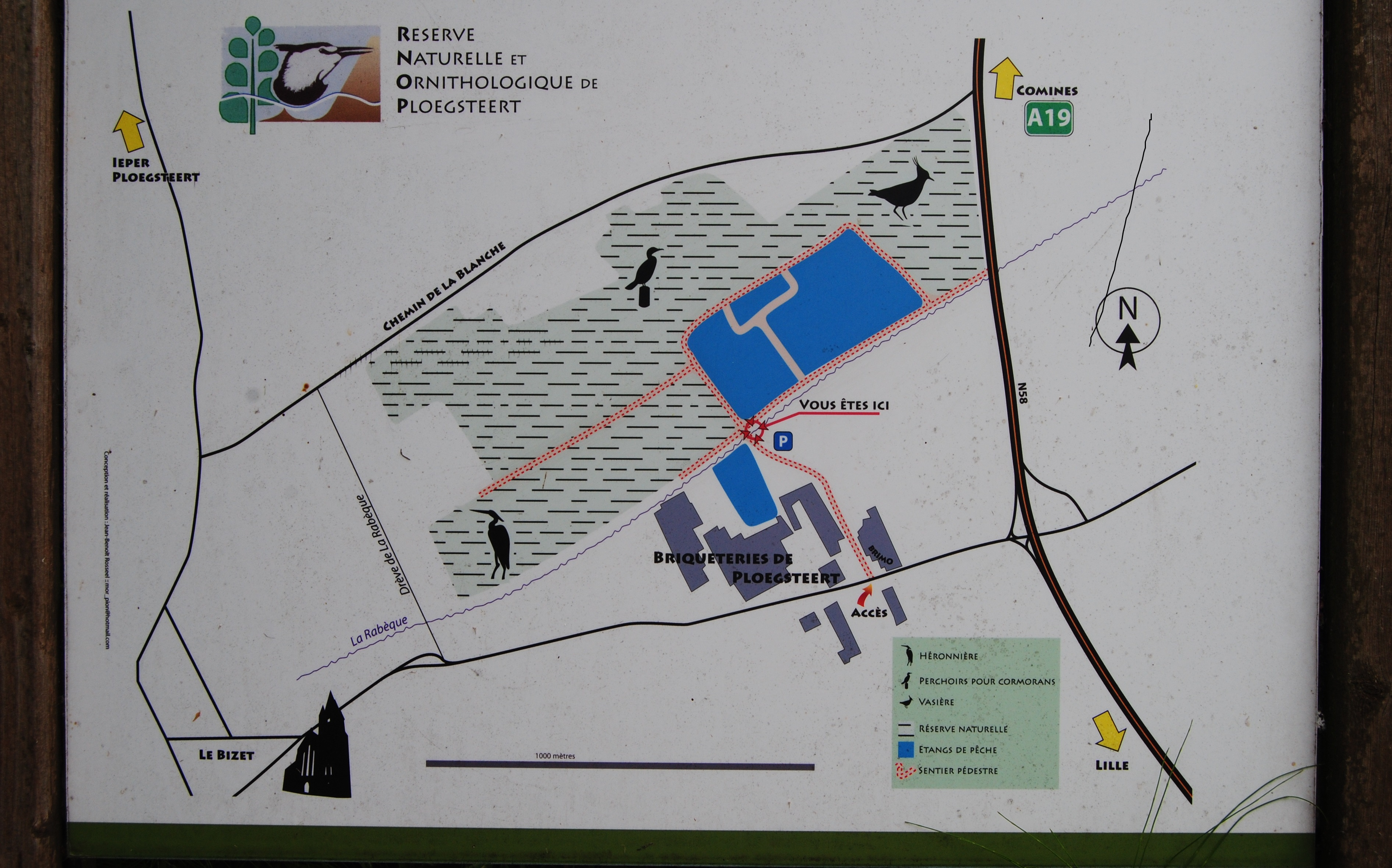
Infobord van het natuurreservaat van Ploegsteert
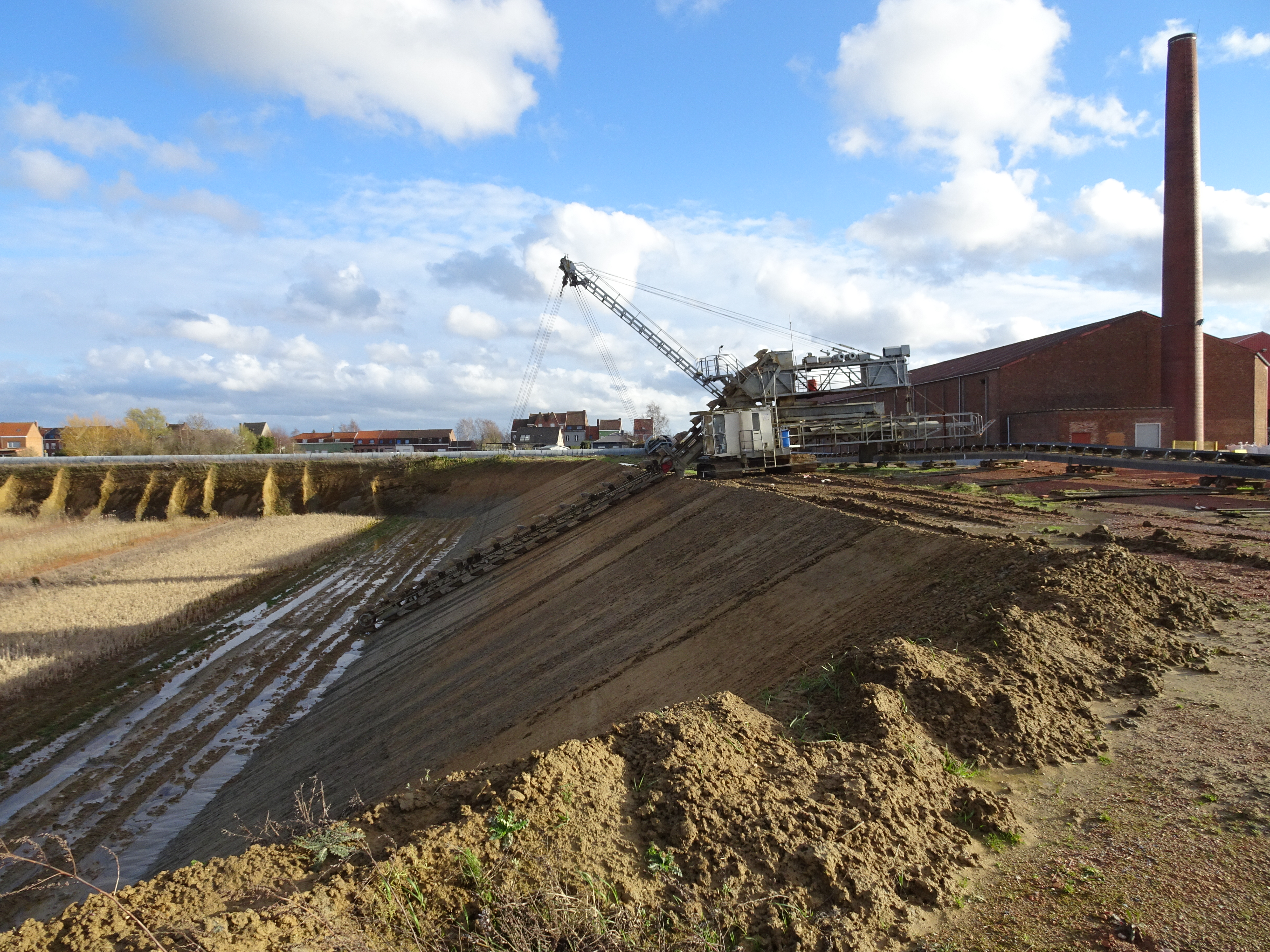
Steenbakkerssite
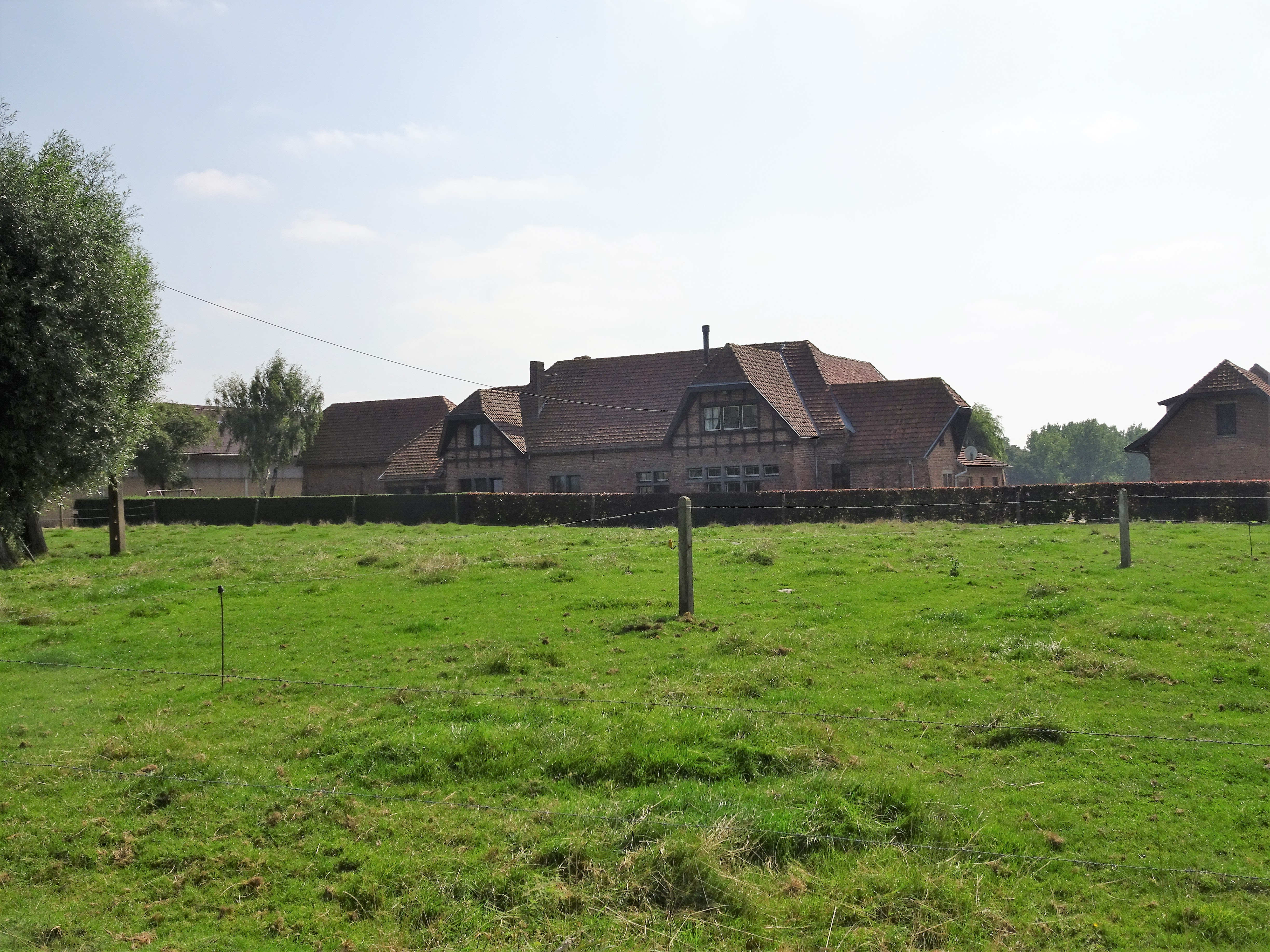
Rozenberghoeve (Ploegsteert)

## Natuur en landschap
- Het Ploegsteertbos is een van de grootste aaneengesloten bossen in de omgeving. Het ligt net ten noorden van het dorpscentrum van Ploegsteert, deels op het grondgebied van Waasten.
- Het Natuur- en vogelreservaat van Ploegsteert.

## Trivia
- Tijdens de Eerste Wereldoorlog werd Winston Churchill in 1915 aangesteld als commandant van een Brits bataljon Royal Scots Fusiliers in Ploegsteert (dat door de Britten werd aangeduid als "Plug Street").[3]
- Het Zesde Metaal bracht in 2012 het album Ploegsteert uit. Het gelijknamige titellied gaat over voormalig wielrenner Frank Vandenbroucke die in Ploegsteert is opgegroeid en na zijn overlijden in 2009 op het plaatselijke kerkhof begraven is. Bij het in het centrum van Ploegsteert gelegen Café De La Grand Place is ook een gedenksteen ter nagedachtenis aan hem onthuld.
- Sedert 2016 loopt het parcours van de wielerklassieker Gent-Wevelgem over een aantal onverharde stroken. Deze worden de ‘Plugstreets’ genoemd, naar de Engelse uitspraak van Ploegsteert.

## Nabijgelegen kernen
Mesen, Romarin, Le Bizet, Waasten